# Chẹo đất nhỏ
Chẹo đất nhỏ (danh pháp hai phần: Geococcyx velox) là một loài chim thuộc họ Cu cu (Cuculidae)).. Cùng với chẹo đất lớn, chúng tạo thành chi chẹo đất.
Chẹo đất nhỏ có bề ngoài và thói quen giống chẹo đất lớn nhưng nhỏ hơn và có mỏ ngắn hơn. Phạm vi sinh sản của nó ở tây nam México, đến phía bắc vào phía tây của dãy núi Sierra Madre Occidental và cũng ở phía bắc Trung Mỹ và phân bố đứt đoạn ở bắc bán đảo Yucatán. Chúng ăn hạt, quả, động vật bò sát nhỏ và ếch nhái.

## Hình ảnh

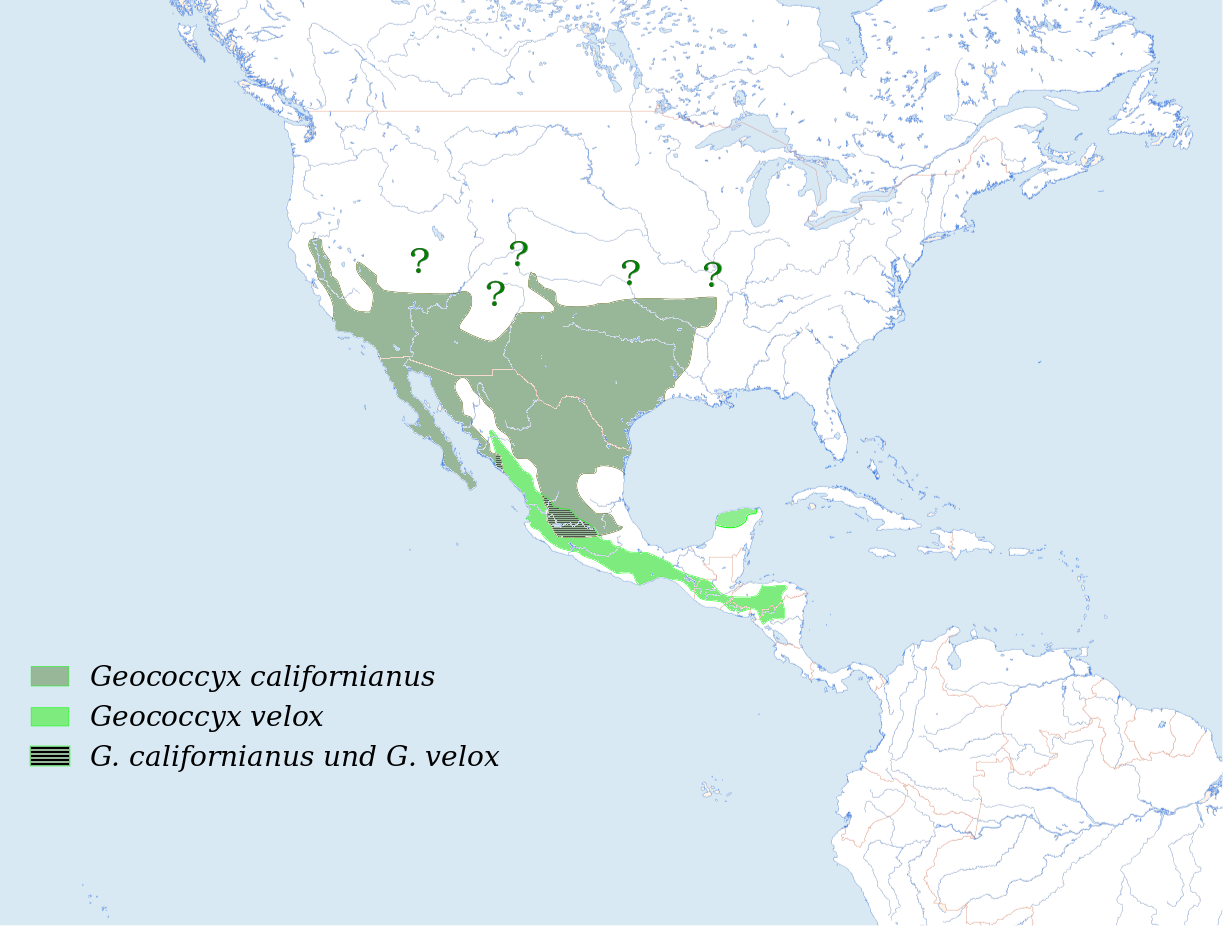
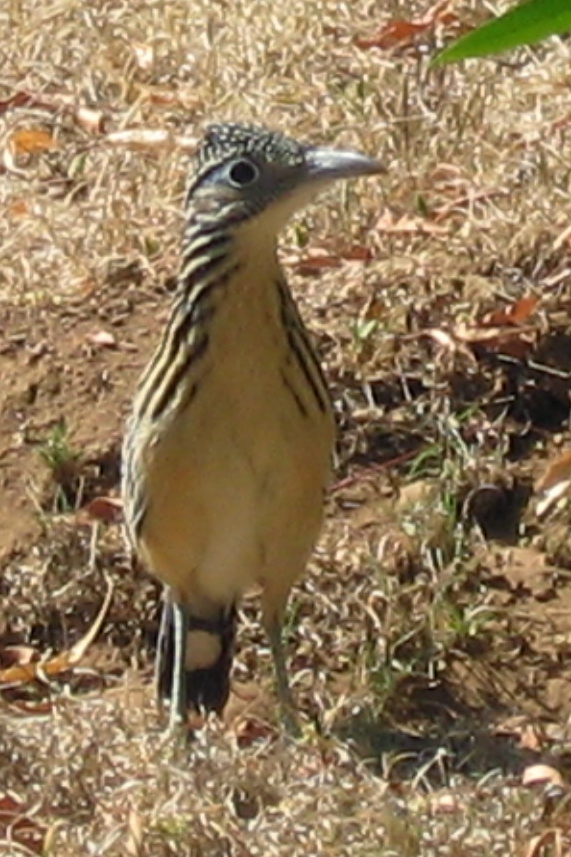